# Nystalea scintillans
Nystalea scintillans är en fjärilsart som beskrevs av Max Wilhelm Karl Draudt 1932. Nystalea scintillans ingår i släktet Nystalea och familjen tandspinnare. Inga underarter finns listade i Catalogue of Life.